# Cyrtomyia chilensis
Cyrtomyia chilensis är en tvåvingeart som beskrevs av Paramonov 1931. Cyrtomyia chilensis ingår i släktet Cyrtomyia och familjen svävflugor. Inga underarter finns listade i Catalogue of Life.